# Marian Anderson
Marian Anderson (Philadelphia, Pennsylvania, 1897. február 27. – Portland, Oregon, 1993. április 8.) amerikai opera-énekesnő, alt. Hangterjedelme közel három oktávnyi volt.
Az első afroamerikai énekesnő volt, aki állandó tagja lett a New York-i Metropolitan Operának 1955-ben Az álarcosbál Ulricájának szerepével.

## Pályája

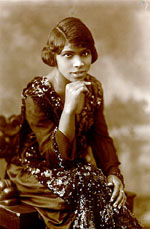
1920-ban

Apja jeget, szenet, sőt italt árult Philadelphiában. Édesanyja főiskola hallgató volt (Virginia Seminary and College), majd tanárként próbálkozott, de nem taníthatott Philadelphiában egy törvény alapján, amely a fekete tanárokra vonatkozott. Ezért kisgyermekek gondozásából éltek.
Unokaöccse (nővérének, Ethelnek fia), James Anderson DePreist neves karmester lett.
Nagynénje segítségével hatéves korától kezdve énekelt, gyakran 25-50 cent fizetségért. Tizenéves korában már négy-öt dollárt is kapott. Csatlakozott a városi kórushoz (People’s Chorus of Philadelphia), ahol alkalomadtán szólista volt.
1925-ben egy énekversenyen 300 jelentkezőt megelőzve első díjat nyert és felléphett a New York-i Filharmonikusokkal.
Felnőtt pályafutásán hangversenykörutak indították el. Az 1930-as évek elején bejárta Európát és olyan helyeken lépett fel, mint Berlin, London és Párizs, valamint Spanyolországban, Lengyelországban, Olaszországban, Lettországban és Oroszországban; többek között Norvégia, Svédország, Anglia és Dánia uralkodói előtt. Jean Sibelius, Arturo Toscanini dirigált neki. Amikor 1936-ban Bruno Walterrel Bécsben adott koncertet, az afroamerikai sztár halálos fenyegetést kapott.
Utolsó koncertturnéján, 1965-ben 50 amerikai városban lépett fel. A befejező koncertet húsvét vasárnap tartották a Carnegie Hallban.

## Díjak
- 1963: Presidential Medal of Freedom
- 1977: Congressional Gold Medal
- 1978: Kennedy Center Honors
- 1986: National Medal of Arts
- 1991: Grammy Lifetime Achievement Award

## Lemezei
- https://www.discogs.com/artist/313143-Marian-Anderson
- https://www.allmusic.com/artist/marian-anderson-mn0000823994/discography